# Kap Tennyson
Kap Tennyson (engelska: Cape Tennyson) är en udde i Antarktis. Den ligger i Östantarktis. Nya Zeeland gör anspråk på området. Den är namngiven efter den engelske poeten Alfred Tennyson.